# Verbo sujeto objeto
Verbo Sujeto Objeto, normalmente expresado con su abreviatura VSO, es un término que se utiliza en tipología lingüística para designar un tipo determinado de lengua teniendo en cuenta su secuencia no marcada o neutra de componentes sintácticos.
Algunos ejemplos de este tipo de lenguas son el galés, el mixteco, el tagalo y el árabe clásico. Por otro lado, algunas lenguas, como el neerlandés y el francés, utilizan esta secuencia exclusivamente para construir oraciones interrogativas, y al ser este un orden marcado, no corresponden al tipo.
A continuación, el resto de las permutaciones en orden de las más comunes a las menos:
- Sujeto Verbo Objeto (por ejemplo, inglés, español, ruso, alemán, suajili, chino, francés, italiano)
- Sujeto Objeto Verbo (por ejemplo, japonés, persa, latín, oraciones subordinadas del alemán)
- Verbo Objeto Sujeto (por ejemplo, fijiano, paez)
- Objeto Sujeto Verbo (por ejemplo, xavante, urarina)
- Objeto Verbo Sujeto (por ejemplo, guarijío)

- Datos: Q166097